# Liga dos Comunistas
A Liga dos Comunistas foi a primeira organização internacional marxista. Seu embrião foi a "Liga dos Justos" fundada em 1836 por revolucionários alemães emigrados para Paris. Inicialmente a orientação ideológica era para o "socialismo utópico" de um grupo comunista cristão orientado pelas ideias de Gracchus Babeuf. Mais tarde a Liga se tornou uma organização internacional quando Karl Marx, Friedrich Engels e Johann Eccarius se juntaram a ela.

## História organizacional

### Contexto
Durante a década de 1840, a palavra “comunista” passou a ser de uso geral para descrever aqueles que supostamente provinham da ala esquerda do Clube Jacobino da Revolução Francesa. Esta tendência política via-se como herdeira igualitária da Conspiração dos Iguais de 1795, liderada por François Noël Babeuf. Os sans-culottes de Paris que décadas antes tinham sido a base de apoio de Babeuf — artesãos, jornaleiros e desempregados urbanos — eram vistos como uma base potencial para um novo sistema social baseado na moderna produção mecânica da época.
O pensador francês Étienne Cabet inspirou a imaginação com um romance sobre uma sociedade utópica baseada na produção de máquinas comunitárias, Voyage en Icarie (1839). O revolucionário Louis Auguste Blanqui argumentou a favor de uma elite que organizasse a esmagadora maioria da população contra os "ricos", tomando o governo num golpe de estado e instituindo uma nova ordem econômica igualitária.
Um grupo de alemães em Paris, liderado por Karl Schapper, organizou-se na forma de uma sociedade secreta conhecida como Liga dos Justos (Bund der Gerechten) e participou de uma rebelião em maio de 1839 em Paris, em um esforço para estabelecer uma "República Social". Após o seu fracasso, a organização transferiu o seu centro para Londres, mantendo também organizações locais em Zurique e Paris.

### Criação da Liga Comunista
O ano de 1846 encontrou Karl Marx e seu amigo íntimo e co-pensador Friedrich Engels em Bruxelas, estabelecendo um pequeno círculo político de emigrados alemães radicais chamado Comitê de Correspondência Comunista e escrevendo para o Deutsche Brüsseler Zeitung ("Jornal Alemão de Bruxelas"). Também importante neste círculo inicial foi Wilhelm Wolff, um escritor talentoso e radical vindo do campesinato da Silésia que foi forçado a emigrar devido à sua agitação contra a autocracia prussiana.
O Comitê de Correspondência Comunista de Bruxelas tinha, ao mesmo tempo, pequenos homólogos localizados em Londres e Paris, compostos por um punhado de expatriados alemães radicais que lá viviam. As relações entre estes pequenos grupos não eram estreitas, com invejas mesquinhas e divergências ideológicas impedindo os participantes de funcionarem como uma unidade política eficaz.
Seja como for, no final de Janeiro de 1847, as diferentes partes do incipiente movimento comunista alemão começaram a consolidar-se numa única entidade organizacional, quando o centro londrino da Liga dos Justos pregou pela primeira vez a ideia de unidade organizacional com o Comitê de Correspondência Comunista. Uma carta de Schapper de 20 de janeiro de 1847 solicitou que Marx se juntasse à Liga em antecipação a um congresso programado em Londres, no qual um novo conjunto de princípios seria adotado com base nas ideias anteriormente expressas por Marx e Engels. Tanto Marx como Engels foram persuadidos pelo apelo e ambos se juntaram à Liga dos Justos pouco depois, seguidos por outros membros do Comitê Comunista Correspondente.
Em junho de 1847, ocorreu o congresso de Londres e a Liga dos Justos adotou uma nova carta mudando formalmente o nome do grupo para Liga Comunista. A Liga Comunista foi estruturada em torno da formação de unidades primárias do partido conhecidas como "comunas", consistindo de pelo menos três e não mais de dez membros. Estes, por sua vez, seriam combinados em unidades maiores conhecidas como "círculos" e "círculos de liderança", governados por uma autoridade central selecionada em congressos regulares. O programa da Liga exigia a derrubada da burguesia e o estabelecimento do domínio do proletariado e a construção de uma nova sociedade livre tanto da propriedade privada como das classes sociais.
Em particular, Marx acabou com todo o “autoritarismo supersticioso”, como ele chamava os rituais relativos às sociedades secretas. A conferência em si foi contada como o primeiro congresso da nova Liga.
The Communist League had a second congress, at Great Windmill Street, London, in November and December 1847. Both Marx and Engels attended, and they were assigned the task of composing a manifesto for the organisation. This became The Communist Manifesto.
The League was not able to function effectively during the 1848 revolutions, despite temporarily abandoning its clandestine nature. The Workers' Brotherhood was established in Germany by members of the League, and became the most significant revolutionary organisation there. During the revolution Marx edited the radical journal the Neue Rheinische Zeitung. Engels fought in the Baden campaign against the Prussians (June and July 1849) as the aide-de-camp of August Willich.
The Communist League reassembled in late 1849, and by 1850 they were publishing the Neue Rheinische Zeitung Revue journal, but by the end of the year, publication had ceased amid disputes between the managers of the group. Willich and Schapper wanted to continue to focus on revolutions, while Marx and Engels wanted to focus on building an international workers' movement. This would divide the league in two. The Willich-Schapper Group would be located in France and become compromised by the Prussian police.
In 1850, the German master spy Wilhelm Stieber stole the register of the League's members from Dietz, who was a member of Willich-Schapper group, which he sent to France and several German states. This would help bring about the imprisonment of several members.
In November 1852, after the Cologne Communist Trial, the organisation immediately disbanded. The Willich-Schapper Group would disband a few months after.

## Liga dos Justos
A Liga dos Justos era um grupo dissidente da "Liga dos Outlaws", criada em Paris em 1834 por Theodore Schuster e outros imigrantes alemães.
Schuster era inspirado na obra de Philippe Buonarroti.
O lema da "Liga dos Justos" era "todos os homens são irmãos" e seus objetivos eram "o estabelecimento do Reino de Deus na Terra, com base nos ideais de amor ao próximo, igualdade e justiça". A Liga dos Justos, nos últimos tempos, tinha uma estrutura piramidal, inspirada na sociedade secreta Carbonária, e suas ideias eram compartilhadas com o "socialismo utópico" de Saint-Simon e Charles Fourier. Seu objetivo era estabelecer uma "República Social" na Prússia que teria como princípios a "liberdade", a "igualdade" e a "virtude cívica".
A Liga dos Justos participou da revolta blanquista de maio de 1839 em Paris. Depois da revolta seus integrantes foram expulsos da França e a Liga dos Justos passou a ter sua sede em Londres, onde fundaram um grupo militante, a "Sociedade Educacional para Trabalhadores Alemães" em 1840. Wilhelm Weitling, um importante membro da liga, se mudou para a Suíça, onde foi preso e posteriormente extraditado para a Prússia.
O livro de Weitling "Garantias da Harmonia e Liberdade" de 1842 criticava a propriedade privada e a sociedade burguesa na mesma época em que Proudhon e Karl Marx, e foi uma das bases da teoria social da Liga dos Justos que deu origem a Liga dos Comunistas.

## Atuação da Liga na Prússia
Várias forças políticas atuaram nas revoltas que eclodiram na Prússia alem da Liga dos Comunistas em 1848, Marx denominou as principais forças de "democratas burgueses" e "pequenos-burgueses" os trabalhadores rurais também tinham alguma força. Apesar de Marx e Engels colocarem todas as suas esperanças na revolução, inclusive ambos foram de Bruxelas para Colônia, a Liga dos Comunistas não foi capaz de atingir seus objetivos durante a revolução.
Um grupo denominado "Clube dos Trabalhadores" foi criado na Prússia por membros da Liga, e se tornou numeroso e a mais importante organização revolucionária na Prússia. Essa organização lutou contra os prussianos na Revolução de 1848.
Durante a revolução Engels foi para Baden lutar contra os prussianos, Marx ficou em Colônia onde tinha fundado o jornal "Nova Gazeta Renana".
A revolução comunista de 1848-49 na Prússia, travada por integrantes da Liga dos Comunistas liderada por Marx e Engels, fracassou quanto as suas intenções de tomada do poder pelos comunistas, Marx foi expulso indo para Paris.

## Fim da Liga dos Comunistas
Em 1850, o espião prussiano Wilhelm Stieber fez amizade com Marx e conseguiu localizar o registro dos membros da Liga que estava na casa de Marx e o roubou. Muitos membros da Liga foram presos por toda Europa.
Em 1852, sobretudo após o Julgamento de Comunistas em Colônia, a Liga foi formalmente encerrada. De fato, de acordo com Engels, três décadas depois, já na primeira frase de seu "Para a História da Liga dos Comunistas" (1885):
"Com a condenação dos comunistas de Colônia em 1852, cai o pano sobre o primeiro período do movimento operário autônomo alemão. [...]"
Engels, no final daquele mesmo ano de 1852, no texto "O Recente Julgamento em Colônia" (assinado por Marx), publicado no New-York Daily Tribune, fornece detalhes:
"[...] O governo podia suportar poucas das revelações tão escaldantes como as que vieram à luz durante o julgamento. E, no entanto, tinha um tribunal como a província renana ainda não tinha visto. Seis nobres, da mais pura água reacionária, quatro senhores da finança, dois funcionários governamentais. Não eram homens para olhar de perto para a massa confusa de provas amontoadas diante deles durante seis semanas, quando continuamente ouviam repetir aos seus ouvidos que os acusados eram chefes de uma terrível conspiração comunista, erguida a fim de subverter tudo o que é sagrado — a propriedade, a família, a religião, a ordem, o governo e a lei! E, contudo, se ao mesmo tempo, o governo não tivesse dado a conhecer às classes privilegiadas que uma absolvição neste julgamento seria o sinal para a supressão do tribunal e que seria tomada como uma demonstração política direta — como uma prova de que a oposição liberal da classe média estava pronta a unir-se mesmo aos mais extremos revolucionários — o veredito teria sido uma absolvição. Tal como foi, a aplicação retroativa do novo código prussiano permitiu ao governo ter sete prisioneiros condenados enquanto apenas quatro foram absolvidos, e os que foram condenados foram sentenciados de prisão variando entre três e seis anos, como, sem dúvida, já terão verificado na altura em que a notícia vos chegou."

## Principais membros da Liga
- Karl Marx
- Friedrich Engels
- Bruno Bauer
- Wilhelm Weitling
- Wilhelm Liebknecht
- Heinrich Bauer
- Johann Eccarius
- Joseph Moll
- Karl Pfänder
- Karl Schapper
- Joseph Weydemeyer
- August Willich